# Hald Ege Efterskole
Hald Ege Efterskole er en efterskole beliggende i den tidligere folkekuranstalt i Hald Ege ved Viborg.

## Historie
Skolen blev etableret i 1988 af de lokale organisationer under LO i Ringkøbing, Viborg og Århus amter, hvilket stadigvæk kan ses i skolens værdigrundlag.
Fra sommeren 2007 oprettede skolen en fodboldlinje for 25 elever, i samarbejde med fodboldklubben Viborg FF. Dette skete ved at eleverne boede og fulgte almindelig skoleundervisning på skolen, i mens fodboldtræningen blev varetaget af folk fra fodboldklubben. Samtidig blev klubbens nyansatte talentmedarbejder ansat på halvtid på skolen. Kort tid efter blev et lignede samarbejde med Viborg Håndboldklub indledt omkring håndbold. Efterskolens nye satsning på sport var med til at elever igen søgte mod skolen, efter der i flere år havde været en negativ tilgang af nye elever.
I sensommeren 2011 offentliggjorde Hald Ege Efterskole planerne for at oprette en friskole for elever i 6, 7. og 8. klasse. Dette skulle ske i et tæt samarbejde med Viborg FF, Viborg HK og Gymnastik & Idrætshøjskolen ved Viborg, med start fra skoleåret 2012/13.
Hald Ege Efterskole havde i skoleåret 2011/12 i alt seks linjer som de 156 elever kunne deltage i. Udover fodbold og håndbold var der mulighed for at stifte bekendtskab med adventure, rytmer & rampelys, innovation og kokkelinjen.